# Tadashi Takayanagi
Tadashi Takayanagi (jap. 高柳 匡, Takayanagi Tadashi; * 11. Oktober 1975 in der Präfektur Tokio) ist ein japanischer theoretischer Physiker. Er ist Professor am Yukawa-Institut für Theoretische Physik der Universität Kyōto.
Takayanagi studierte Physik an der Universität Tokio, an der er 1998 seinen Bachelor-Abschluss und 2000 seinen Master-Abschluss erhielt und 2002 bei Tōru Eguchi promoviert wurde (Superstring theory in Melvin background). Als Post-Doktorand war er bis 2005 an der Harvard University (Jefferson Physical Laboratory) und 2005/06 am Kavli Institute for Theoretical Physics in Santa Barbara. 2006 wurde er Assistant Professor, 2008 Associate Professor und 2012 Professor in Kyoto.  Außerdem ist er am Kavli Institute for the Physics and Mathematics of the Universe (Kavli IMPU) in Kashiwanoha.
Er befasst sich mit Stringtheorie und ist bekannt für eine Arbeit mit Shinsei Ryū von 2006, in der sie die  Entropie aus Quantenverschränkung in konformen Feldtheorien über die Bekenstein-Hawking-Entropie Schwarzer Löcher berechnen im Rahmen von Juan Maldacenas AdS/CFT-Korrespondenz, in der konformen Feldtheorien auf einer Oberfläche eine Gravitationstheorie im umschlossenen Volumen entspricht.
2011 erhielt er den Yukawa-Kimura Prize der Yukawa Memorial Foundation und 2013 mit Ryū den Nishinomiya-Yukawa-Preis. 2015 erhielt er mit Shinsei Ryū, Horacio Casini und Marina Huerta den New Horizons in Physics Prize. 2016 wurde er mit dem Nishina-Preis ausgezeichnet. 2024 wurde er wiederum gemeinsam mit Shinsei Ryū, Horacio Casini und Marina Huerta mit der Dirac-Medaille (ICTP) ausgezeichnet.

## Schriften
- mit Ryu: Holographic derivation of entanglement entropy from AdS/CFT, Phys. Rev. Lett., Band 96, 2006, S. 181602, Arxiv
- mit Ryu, Tatsuma Nishioka: Holographic entanglement entropy: an overview, J.Phys. A, Band 42, 2009, S. 504008, Arxiv